# Маріо Тортул
Маріо Тортул (італ. Mario Tortul, 25 лютого 1931, Сан-Канціан-д'Ізонцо — 25 серпня 2008, Генуя) — італійський футболіст, що грав на позиції півзахисника, зокрема за «Сампдорію» та «Падову», а також національну збірну Італії.
По завершенні ігрової кар'єри — тренер.

## Клубна кар'єра
Народився 25 лютого 1931 року в місті Сан-Канціан-д'Ізонцо. Вихованець футбольної школи клубу «П'єрис». Дорослу футбольну кар'єру розпочав 1950 року в основній команді того ж клубу, в якій провів один сезон. 
Протягом 1951—1953 років захищав кольори клубу «Таранто».
Своєю грою за останню команду привернув увагу представників тренерського штабу «Сампдорії», до складу якої приєднався 1953 року. Відіграв за генуезький клуб наступні п'ять сезонів своєї ігрової кар'єри. Більшість часу, проведеного у складі «Сампдорії», був основним гравцем команди.
Протягом 1958—1959 років захищав кольори клубу «Трієстина», після чого уклав контракт з «Падовою», у складі якої провів наступні три роки своєї кар'єри гравця.
Згодом з 1962 по 1965 рік грав у складі команд «Анконітана» та «Тернана», а завершував ігрову кар'єру у команді «Терамо», за яку виступав протягом 1964—1965 років.

## Виступи за збірну
1956 року провів свою єдину офіційну гру у складі національної збірної Італії.

## Кар'єра тренера
Розпочав тренерську кар'єру відразу ж по завершенні кар'єри гравця, 1965 року, очоливши тренерський штаб клубу «Терамо».
Згодом протягом другої половини 1970-х тренував ще низку італійських нижчолігових команд.
Помер 25 серпня 2008 року на 78-му році життя в Генуї.
| Дата       | Місто | Господарі | Результат | Гості  | Турнір                             | Голи | Примітки |
| ---------- | ----- | --------- | --------- | ------ | ---------------------------------- | ---- | -------- |
| 11-11-1956 | Берн  | Швейцарія | 1 – 1     | Італія | Кубок Центральної Європи 1955-1960 | -    |          |
| Усього     |       | Матчів    | 1         |        | Голів                              | 0    |          |